# Iris Versari
Iris Versari (Poggio di San Benedetto in Alpe, 12 dicembre 1922 – Ca' Cornio di Modigliana, 18 agosto 1944) è stata una partigiana italiana.
Fu decorata con la medaglia d'oro al valor militare.

## Biografia
Figlia di Angelo Versari, residente a Tredozio, fin dalla giovane età Iris mostrò la sua forza d'animo difendendosi dalle attenzioni della famiglia facoltosa di Forlì presso cui venne mandata a "prestare servizio", come usava all'epoca. Nell'autunno 1943 la sua famiglia ospitò nella propria casa un gruppo partigiano. L'abitazione venne incendiata il 27 gennaio 1944 dai nazifascisti. In tale occasione, Iris riuscì a scappare, mentre i suoi familiari (il padre, la madre e due dei suoi tre fratelli) furono arrestati. Il padre, processato e condannato a quattro anni di prigione, fu internato e morì in un campo di concentramento tedesco.
Iris si unì nel gennaio 1944 alla banda partigiana comandata da Silvio Corbari, al quale si legò sentimentalmente, condividendone la vita clandestina e le temerarie azioni. All'alba del 18 agosto 1944, in località Ca' Cornio (frazione di Tredozio), la casa in cui lei e Silvio Corbari si erano temporaneamente rifugiati, assieme ad Arturo Spazzoli e Adriano Casadei, fu accerchiata dalle truppe nazifasciste, informate da una spia, che tentarono una sortita.
Iris, immobilizzata a causa di una precedente ferita alla gamba, riuscì ad uccidere il primo milite nazifascista che aveva appena varcato la porta, ma durante la strenua difesa, vista l'impossibilità di muoversi e nel tentativo di non rendersi ostacolo alla salvezza con la fuga da parte dei suoi compagni, si uccise. Nonostante il suo sacrificio, Corbari, Spazzoli e Casadei durante la rocambolesca fuga vennero catturati e uccisi. Il suo corpo esanime, assieme a quelli dei suoi compagni, fu appeso dimostrativamente una prima volta sotto i portici di Castrocaro Terme e successivamente ad un lampione in piazza Aurelio Saffi a Forlì. Versari aveva 21 anni ed è sepolta al cimitero monumentale di Forlì.

### Riconoscimenti
Decorata con medaglia d'oro al valor militare il 16 aprile 1976. A lei sono intitolati due istituti di istruzione secondaria di secondo grado: l'istituto professionale di Cesena e l'istituto di istruzione superiore di Cesano Maderno. Le è stata intitolata anche una via di Forlì, a Cesena (1949) e Roma (1993). Nel 2007, nella XV Legislatura, era stato presentato un disegno di legge per la commemorazione delle donne nella Resistenza, che prevedeva la costruzione di due monumenti commemorativi raffiguranti l'effigie di Iris Versari, uno a Forlì ed uno a Portico e San Benedetto

### Filmografia
- Valentino Orsini, Corbari, con Giuliano Gemma, Tina Aumont, 1971
- Eddi Bisulli, Una donna di nome Iris, film documentario, 2006
- Antonio Spino, Partisans. La storia del Battaglione Corbari, film documentario, 1996